# Eight Ash Green
Eight Ash Green is een civil parish in het bestuurlijke gebied Colchester, in het Engelse graafschap Essex. In 2011 telde het dorp 1730 inwoners.